# 이방인 (TAK MATSUMOTO featuring ZARD의 노래)
〈이방인〉(일본어: 異邦人 이호진[*])은 B'z의 멤버 TAK MATSUMOTO (마츠모토 타카히로)와 ZARD가 함께 작업한 싱글로, 2003년 8월 27일 발매되었다. (12cm CD: BMCV-5004) 원곡은 1979년 발매된 쿠보타 사키의 동명의 곡이며, 작사 ·  작곡 역시 쿠보타 사키가 했다. 이 싱글에서의 편곡은 토쿠나가 아키히토가 맡았다. B 사이드 곡은 〈비오는 거리를〉(雨の街を 아메노마치오[*])인데, 원곡은 1973년 아라이 유미의 첫 정규 음반 《비행기구름》에 수록된 노래이며, 작사 ·  작곡 역시 아라이 유미가 맡았다. 편곡은 타이틀과 동일하게 토쿠나가가 맡았으며, 곡은 "RAMJET PULLEY"의 보컬인 마츠다 아키코가 불렀다.
ZARD의 20주년 기념 싱글 콜렉션에 이 곡이 수록되어 있으며, 마츠모토는 두 곡 모두 2003년 발매된 자신의 커버 음반 《THE HIT PARADE》에 실었다. 이 싱글에 실린 〈이방인〉과 마츠모토의 음반에 실린 것은 각각 다른 편곡이지만, 편곡자는 토쿠나가로 동일하다.

## 수록곡
| #            | 제목                               | 작사         | 작곡         | 편곡              | 재생 시간 |
| ------------ | ---------------------------------- | ------------ | ------------ | ----------------- | --------- |
| 1.           | 〈〈이방인〉〉 (異邦人)            | 쿠보타 사키  | 쿠보타 사키  | 토쿠나가 아키히토 | 3:31      |
| 2.           | 〈〈비오는 거리를〉〉 (雨の街を)   | 아라이 유미  | 아라이 유미  | 토쿠나가 아키히토 | 5:01      |
| 3.           | 〈〈이방인〉〉 (VOCAL LESS)        |              |              |                   | 3:32      |
| 4.           | 〈〈비오는 거리를〉〉 (VOCAL LESS) |              |              |                   | 4:56      |
| 총 재생 시간 | 총 재생 시간                       | 총 재생 시간 | 총 재생 시간 | 총 재생 시간      | 17:00     |